# 이고리 샤파레비치
이고리 로스티슬라보비치 샤파레베치(러시아어: И́горь Ростисла́вович Шафаре́вич, 우크라이나어: І́гор Ростисла́вович Шафаре́вич 이고르 로스티슬라보비치 샤파레비치[*], 1923년 6월 3일 ~ 2017년 2월 19일)는 우크라이나 태생의 러시아 수학자이다. 대수적 수론과 대수기하학에 공헌하였고, 소비에트 연방의 반체제 인사였다.

## 생애
1923년 6월 3일 우크라이나 지토미르에서 태어났다. 아버지 로티슬라프 스테파노비치 샤파레비치(러시아어: Ростисла́в Степа́нович Шафаре́вич)는 국립 모스크바 대학교의 해석역학 교수였고, 어머니 율리야 야코블레브나 바실리예바(러시아어: Ю́лия Я́ковлевна Васи́льева)는 피아니스트였다.
샤파레비치는 어려서부터 수학에 재능을 보였다. 수학을 독학하였고, 1938년에 15세의 나이에 모스크바 대학교에 특례로 입학하였다. 여기서 샤파레비치는 보리스 델로네 · 알렉산드르 쿠로시 · 이즈라일 겔판트 등 유명 수학자들 아래 공부하였고, 1940년에 17세의 나이에 졸업하였다.
1944년에 샤파레비치는 모스크바 대학교에서 수학을 강의하기 시작하였고, 1946년에 스테클로프 수학연구소에서 박사 학위를 수여받았다. 스테클로프는 1949년에 해고당했으나, 1953년에 복직하였다.
1972년부터 알렉산드르 솔제니친을 비롯한 소비에트 연방 반체제 인사들과 적극적으로 교류하기 시작하였고, 이로 인하여 1975년에 모스크바 대학교에서 다시 해고당하였다.
1980년에 소비에트 연방의 정치 체제를 비판하는 책 《세계사적 현상으로의 사회주의》(러시아어: Социализм как явление мировой истории)를 출판하였다.
1982년에 샤파레비치는 에세이 〈러시아 혐오〉(러시아어: Русофобия)를 출판하였고, 2002년에는 이 에세이를 바탕으로 한 책 《삼천 년의 수수께끼: 유대인과 현대 러시아의 숨은 역사》(러시아어: Трёхтысячелетняя загадка. История еврейства и перспективы современной России)를 출판하였다. 이 책에서 샤파레비치는 20세기 러시아에서 유대인으로 구성된 소수 인텔리 계층이 공산주의 등을 통하여 러시아의 전통 문화를 파괴하였다고 주장하였다. 이 책은 반유대주의적으로 해석될 수 있는 내용 때문에 비판받았으며, 이 때문에 미국 과학 아카데미는 1992년에 샤파레비치에게 탈퇴를 권고하였다. (미국 과학 아카데미는 회원을 강제로 탈퇴시킬 권한이 없다.) 그러나 샤파레비치는 이를 거부하였다.

## 주요 저서

### 수학 서적
- О решении уравнений высших степеней (метод Штурма) (совместно с Е. С. Голодом).모스크바: Гостехиздат, 1954, 24 с. Нем. пер.: VEB Deutscher Verlag der Wiss., 베를린, 1956.
- О башне полей классов. 1964, 16 с.
- Теория чисел (공저자 З. И. Боревич). 모스크바: Наука, 1964.
  - Теория чисел (공저자 З. И. Боревич). 2판. 모스크바: Наука, 1972.
- Lectures on minimal models and birational transformations of two-dimensional schemes. 뭄바이: Tata Inst. Fund. Res., 1966.
- Алгебраическая геометрия. Изд-во МГУ, 1968.
- Дзета-функция. 모스크바: Изд-во МГУ, 1969.
- Основы алгебраической геометрии. 모스크바: Наука, 1971.
  - Основы алгебраической геометрии. 2판. 모스크바: Наука, 1988.
- Основные понятия алгебры. 모스크바: ВИНИТИ, 1986. Соврем. пробл. мат. Фундаментальные направления. Т. 11. Алгебра-1.
  - Основные понятия алгебры. 2판. 모스크바, Ижевск: РХД, 2001. ISBN 5-89806-022-7, ISBN 5-93972-097-8.
  - Основы алгебраической геометрии. — 3판. 모스크바: Изд-во МЦНМО, 2007, 589 с. ISBN 978-5-94057-085-1.
- Линейная алгебра и геометрия (공저자 А. О. Ремизов). Физматлит, 2009, 511 с. ISBN 978-5-9221-1139-3.
  - 영역 Linear Algebra and Geometry. Springer-Verlag, Berlin, 2013, ISBN 978-3-642-30993-9.
- Линейная алгебра и геометрия (공저자 А. О. Ремизов). 2판.

Изд-во «Институт компьютерных исследований», 2014, 553 с. ISBN 978-5-4344-0218-7.

### 정치적 서적
- Социализм как явление мировой истории. Париж: YMCA-Press, 1977. ISBN 5-699-04186-9
- Есть ли у России будущее? 모스크바: Советский писатель, 1991. ISBN 5-265-01844-1

Русский народ на переломе тысячелетий. Бег наперегонки со смертью. 모스크바: Русская идея, 2000. ISBN 5-89097-032-1.
- Духовные основы российского кризиса XX века. 모스크바: Издание Сретенского монастыря, 2001.
- Трёхтысячелетняя загадка. История еврейства и перспективы современной России. СПб.: Библиополис. 2002. ISBN 5-94542-023-9
- Русский народ в битве цивилизаций. Институт русской цивилизации, 2011, ISBN 978-5-902725-62-6.

## 참고 문헌
1. ↑  Warren E. Leary, "Alleging Bias, Science Group Urges Russian to Quit," The New York Times, July 29, 1992.

- Brun‐Zejmis, Julia (1996), "Who are the 'Enemies of Russia'? The Question of Russophobia in the Samizdat Debate before Glasnost’," Nationalities Papers: The Journal of Nationalism and Ethnicity, Vol. 24, Issue 2.
- Dunlop, John B. (1994), "The ‘Sad Case’ of Igor Shafarevich," East European Jewish Affairs, Vol. 24, Issue 1.
- Laqueur, Walter (1990), "From Russia, With Hate," New Republic, February 5.
- Moran, Gordon (1998), Silencing Scientists and Scholars in Other Fields, Greenwood Publishing Group.